# Coleophora infuscatella
Coleophora infuscatella é uma espécie de mariposa do gênero Coleophora pertencente à família Coleophoridae.